# Sarah Mitton
Sarah Dawn Mitton (Liverpool, 20 de junio de 1996) es una deportista canadiense que compite en atletismo, especialista en la prueba de lanzamiento de peso.
Ganó una medalla de plata en el Campeonato Mundial de Atletismo de 2023, dos medallas de oro en el Campeonato Mundial de Atletismo en Pista Cubierta, en los años 2024 y 2025, y una medalla de oro en los Juegos Panamericanos de 2023.

## Palmarés internacional
| Campeonato Mundial                   | Campeonato Mundial    | Campeonato Mundial | Campeonato Mundial |
| Año                                  | Lugar                 | Medalla            | Prueba             |
| ------------------------------------ | --------------------- | ------------------ | ------------------ |
| 2023                                 | Budapest (Hungría)    | Medalla de plata   | Peso               |
| Campeonato Mundial en Pista Cubierta |                       |                    |                    |
| Año                                  | Lugar                 | Medalla            | Prueba             |
| 2024                                 | Glasgow (Reino Unido) | Medalla de oro     | Peso               |
| 2025                                 | Nankín (China)        | Medalla de oro     | Peso               |
| Juegos Panamericanos                 |                       |                    |                    |
| Año                                  | Lugar                 | Medalla            | Prueba             |
| 2023                                 | Santiago (Chile)      | Medalla de oro     | Peso               |